# Hans Rödhammer
Hans Rödhammer (* 23. Dezember 1909 in Eberschwang, Oberösterreich; † 17. März 1998 in Linz) war ein österreichischer Politiker der Österreichischen Volkspartei (ÖVP).

## Leben
Hans Rödhammer absolvierte zunächst eine sechsjährige Volksschule, im Anschluss daran eine Bürgerschule in Ried im Innkreis und maturierte im Jahr 1928 am Bischöflichen Lehrerseminar in Linz. Im selben Jahr erhielt er seine Zulassung als Lehrer.
Rödhammer arbeitete von 1929 bis 1934 als Lehrer an der Volksschule in Taufkirchen an der Pram und fand danach, in der Zeit zwischen 1934 und 1938 Anstellung an der Bischöflichen Lehrerbildungsanstalt. 1938 wurde er, kurz nach dem Anschluss ans Deutsche Reich, aus seinem Beruf entlassen. Danach wurde er Lehrer an einer Hauptschule in Steyr. Nach dem Krieg konnte Rödhammer nahtlos an seinen Beruf anknüpfen und fand Arbeit an der Bundeslehrerbildungsanstalt in Linz. Im Jahr 1965 erfolgte seine Beförderung zum Landesschulinspektor.
Hans Rödhammers politische Karriere begann im Jahr 1956, als er im Juni desselben Jahres als Abgeordneter der ÖVP in den Nationalrat gewählt wurde. Er hatte sein Mandat drei Jahre lang, bis September 1959, inne. 1961 folgte seine Wahl als Abgeordneter zum Oberösterreichischen Landtag, wo er zwölf Jahre lang, bis 1973, saß und sich überwiegend um bildungspolitische Agenden kümmerte. Beispielsweise war er Mitglied des Landesschulausschusses Oberösterreich und von 1961 bis 1967 war Amtsführenden Präsident des Landesschulrates Oberösterreich. Von 1967 bis 1973 fungierte er als Dritter Landtagspräsident. Innerhalb der ÖVP war er Mitglied im Österreichischen Arbeitnehmerinnen- und Arbeitnehmerbund (ÖAAB).

## Ehrungen
- 1958: Ritter des Päpstlichen Ritterordens des heiligen Gregors des Großen[1]